# Count Basie
William Count Basie (21. august 1904 – 26. april 1984) var en amerikansk pianist og orkesterleder. Gennem flere årtier var Basie med sit bigband en af de mest kendte og væsentlige skikkelser i jazz.
Han spillede på trommer og klaver som dreng og fik senere undervisning i orgel og klaver af Fats Waller, som fik stor indflydelse på CB's musikstil.
Basie spillede i 1920'erne med adskillige kendte musikere, og med sin unikke stil blev han hurtigt en anerkendt pianist. I 1936 skabte han sit orkester, der blev verdenskendt som et af swing epokens bedste og populæreste 'big bands'.
CB var en af eksponenterne for den såkaldte 'stride' pianostil, og hans synkoperede, præcise og elegante spil var enestående i jazzens historie.
Lester Young, Buck Clayton, Walter Page, Jo Jones, Thad Jones, Helen Humes og Billie Holiday er blot en lille vifte af dygtige kunstnere, som understreger kvaliteten i CB's orkester. Af kendte numre skal nævnes: One O'clock Jump, Jumpin At The Woodside og Every Tub.
Diskografien tæller 7 Lp'er og desuden har CB medvirket i talrige radio- og TV programmer.
Efter et hjerteanfald i 1976 optrådte CB kun når helbredet tillod det, og hans aktive karriere varede til først i 1980'erne.